# 左翼 (政党)
左翼（德語：LINKS）是奥地利维也纳州的一个小型左翼政党。2020年1月10日－11日，该党在维也纳鲁道夫斯海姆-芬夫豪斯成立，约有400人参加成立大会。该党由奥地利共产党、青年左翼、不同维也纳、工人观点等左翼政党和组织在维也纳州的活动家组成。该党的意识形态是反资本主义、女权主义、反种族主义、生态主义。该党的总部位于维也纳奥塔克灵。在2020年维也纳州议会选举中，该党获得14919张选票（得票率2.06%），没有获得任何州议会席位。该党是欧洲左翼党的伙伴。